# نقطه فروپاشی (فیلم ۲۰۱۵)
نقطه فروپاشی (انگلیسی: Point Break) یک فیلم جنائی، اکشن، ورزشی محصول سال ۲۰۱۵ کشور ایالات متحده، آلمان و چین است که توسط اریکسون کور با بازی ری وینستون، ادگار رامیرز، لوک بریسی، ترزا پالمر، دلروی لیندو، کلیمنس شیک، توبیاس زانتلمان، ماتیاس وارلا، نیکولای کینسکی، جیمز لوگرو، استیو آئوکی ساخته شده‌است. این فیلم بازسازی فیلمی به همین نام محصول ۱۹۹۱ به کارگردانی کاترین بیگلو و با بازی کیانو ریوز و پاتریک سویزی است.

## داستان فیلم
یک مأمور FBI مخفیانه به جمعی از ورزشکاران حرفه‌ای نفوذ می‌کند که به آنها مشکوک است. این گروه در تدارک یکی از پیچیده‌ترین و بی‌سابقه‌ترین سرقت‌های مسلحانه هستند.